# Alto El Pozón
El Alto El Pozón (8°12′29″N 71°47′57″O / 8.208, -71.7992) es una formación de montaña ubicada en el corazón del parque nacional Sierra Nevada y al este del monumental Pico Humboldt, Estado Mérida, Venezuela. A una altitud de 3.830 m s. n. m. el Alto El Pozón es una de las montañas más altas en Mérida.